# Césio
O césio (em latim: caesium) é um elemento químico de símbolo Cs e número atómico 55, com massa atômica de 132,9 u. Trata-se de um metal alcalino macio de cor prateada-dourada, com um ponto de fusão de 28,44 °C (301,59 K), um dos únicos cinco metais elementares que se podem encontrar em estado líquido a temperatura ambiente. As suas propriedades físicas e químicas assemelham-se às do rubídio e às do potássio. É extremamente reactivo e pirofórico, reagindo com a água a temperaturas de até −116 °C (157,2 K). É o elemento químico menos electronegativo e só tem um isótopo estável, o césio-133. É obtido principalmente pela extracção do mineral polucita, enquanto que os seus radioisótopos, em especial o césio-137 que é um produto de fissão, são obtidos dos resíduos produzidos pelos reactores nucleares.
Foi descoberto em 1860 pelos cientistas alemães Robert Bunsen e Gustav Kirchhoff por meio do método de análise espectral. O seu nome deriva do latim caesius, que significa "céu azul". As primeiras aplicações a pequena escala deste elemento foram feitas em tubos de vácuo e células fotoeléctricas. Em 1967, com base na definição da velocidade da luz de Einstein que a caracteriza como a dimensão mais constante do universo, o Sistema Internacional de Unidades isolou duas emissões de ondas específicas do espectro do césio-133 para definir as medidas do segundo e do metro. Desde então o césio tem sido habitualmente utilizado em relógios atómicos de alta precisão.
Desde os anos 1990 a sua principal aplicação foi na forma de formiato de césio para fluidos de perfuração, mas o elemento é também utilizado em aplicações eléctricas, electrónicas e químicas. O isótopo radioactivo césio-137 apresenta uma meia-vida de cerca de 30 anos e é usado em aplicações médicas, industriais e hidrológicas. O elemento apresenta uma ligeira toxicidade, e é considerado um metal perigoso, portanto os seus radioisótopos apresentam um risco para a saúde se libertados no ambiente.

## Características principais
O espectro eletromagnético tem duas linhas brilhantes na região azul do espectro junto com diversas outras linhas no vermelho, amarelo, e no verde. Este metal
é macio, dúctil, de coloração ouro prateado. O césio é o mais eletropositivo , o mais alcalino e o de menor potencial de ionização entre todos os elementos, à exceção do frâncio. O césio é o menos abundante dos cinco metais alcalinos radioativos. Tecnicamente o frâncio é o metal alcalino menos comum (menos de trinta gramas na terra inteira) e, sendo altamente radioativo, sua abundância pode ser considerada como zero em termos práticos.
Junto com o gálio e o mercúrio, o césio é um dos poucos metais que se encontra no estado líquido na temperatura ambiente (líquido acima de 28,5 °C). O césio reage explosivamente com a água fria (pirofórico) e , também, com o gelo em temperaturas acima de -116 °C. O hidróxido de césio obtido , (CsOH) é a base mais forte conhecida e ataca o vidro.

## Aplicações
Dentre as principais aplicações atuais deste elemento químico, destacam-se as seguintes:
- Cs-133 é utilizado na construção de relógios atômicos, os quais são referência para a determinação da unidade de tempo do Sistema Internacional de Unidades: o segundo;[2][4][5]
- Cs-134 foi usado na hidrologia como medida de determinação da produção de césio nas indústrias de energia nuclear. Este isótopo de césio é usado com essa finalidade porque, apesar de ser menos comum que o Cs-133 ou o Cs-137, é produzido unicamente por reações nucleares. O Cs-135 também foi usado com essa função;[2]
- Da mesma maneira que os outros elementos do grupo 1, o césio tem uma grande afinidade pelo oxigênio e, por isso, é usado como "getter " em tubos de vácuo;
- Este metal também é usado em células fotoelétricas porque ioniza-se quando exposto a luz;
- É usado como catalisador na hidrogenação de certos compostos orgânicos;
- Isótopos radioativos de césio são usados no campo médico para tratar de certos tipos de câncer;
- O fluoreto de césio é usado extensivamente na química orgânica como base e como fonte de íons fluoretos.

Este metal tem sido usado mais recentemente em sistemas de propulsão iônica.

## História
O césio  foi descoberto por Robert Bunsen e Gustav Kirchhoff em 1860 numa água mineral de Dürkheim, Alemanha, através de análise espectrográfica. Sua identificação foi baseada nas linhas azuis brilhantes do seu espectro, sendo o primeiro elemento descoberto por análise espectral. O primeiro metal de césio foi produzido em 1881. Desde 1967 o Sistema Internacional de Medidas ( SI ) tem definido o segundo como 9 192 631 770 ciclos da radiação que corresponde a transição entre dois níveis de energia do átomo de césio-133, no estado fundamental. Historicamente, o primeiro e mais importante uso do césio tem sido na pesquisa e desenvolvimento de aplicações químicas e elétricas.

## Ocorrência

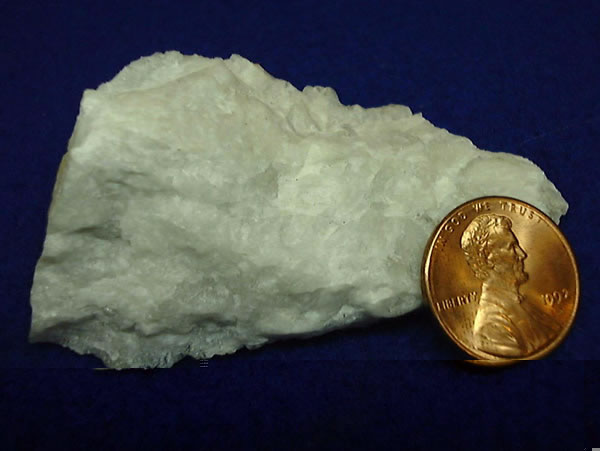
Polucita, um mineral de césio

O césio existe na lepidolita, polucita ( silicato de alumínio e césio hidratado ) e em outras fontes. Uma das fontes mundiais mais significativas deste metal são encontradas no Lago Bernic em Manitoba ( Canadá ). São estimados nesta região depósitos de 300 mil toneladas de polucita com uma média de 20% de césio. Minerais de césio também são encontrados nos Estados Unidos ( Dakota do Sul e Maine ), África Austral ( Karib ) e em Zimbábue (Bikita).
O césio é obtido por eletrólise do cianeto fundido ou de numerosas outras maneiras.
Césio excepcionalmente puro, no estado gasoso , pode ser obtido pela decomposição térmica do nitreto de césio.
Os principais compostos de césio são os seus cloretos e nitratos.

## Isótopos
O césio tem 32 isótopos conhecidos, quantidade maior do que qualquer outro elemento, exceto o frâncio. As massas atômicas destes isótopo variam de 114u a 145 u. Mesmo que este elemento apresente o maior número de isótopos, tem somente um isótopo natural estável: Cs-133.
O radioisótopo Cs-137 foi usado em estudos hidrológicos, do mesmo modo que o 3H (trítio). O Cs-137 pode advir da detonação de armas nucleares, de emissões de centrais nucleares, como ocorreu na explosão da usina de Chernobyl em 1986, do vazamento de refrigeradores de reatores nucleares, através de defeito do isolamento do combustível produzido e do mau gerenciamento de rejeitos hospitalares, como ocorreu no acidente radiológico de Goiânia-GO. A partir de 1954, com o início dos testes nucleares, o Cs-137 liberado para a atmosfera passou a ser detectado. Uma vez que o Cs-137 entra na atmosfera, prontamente é absorvido pela água e, como consequência, pelo solo. O radioisótopo Cs-137 apresenta uma meia-vida de aproximadamente 30 anos.

### Césio-137
O Césio-137, assim como qualquer outro isótopo, possui forte tendência para fixar-se no solo, porém possui alta mobilidade somente em solos orgânicos, o que não ocorre em solos minerais, facilitando a sua bioacumulação em plantas e dificultando sua lixiviação para rios e lagos. Sua retenção é predominante em solo rico em minerais micáceos.
Esse isótopo do césio foi o responsável por causar o acidente radiológico de Goiânia, considerado um dos maiores acidentes radioativos já ocorridos.

## Precauções
O césio metálico é altamente explosivo em água fria. Alguns de seus radioisótopos são altamente perigosos para o ambiente e para os humanos. O hidróxido de césio é uma base extremamente forte, e ataca o vidro.
O Cs-137 é perigoso à saúde humana por causar infertilidade e câncer em pequenas doses. Os principais sintomas de contaminação são náusea, vômito, diarreia e tonturas, sintomas clássicos da síndrome aguda da radiação, podendo causar insuficiência da medula óssea, lesões dérmicas e até mesmo levar ao óbito. Os íons de césio podem causar bloqueio nos canais de potássio de membranas biológicas, onde adquire característica bioacumulativa, inutilizando a funcionalidade da bomba de sódio/potássio.